# Alfredo Varela
Alfredo Martín Pedro Varela (24. září 1914, Buenos Aires – 25. února 1984, Mar del Plata, Argentina) byl argentinský spisovatel a novinář, známý svou literaturou o sociálních problémech. Jeho nejznámějším dílem je román Temná řeka.

## Životopis
Alfredo Varela byl především publicista a novinář, svou kariéru zahájil jako redaktor komunistického tisku, pro svou politickou činnost byl několikrát za Perónovy éry vězněn a dokonce musel určitou dobu pobývat v exilu, mimo jiné i v Československu, které si velmi oblíbil, zejména jeho kulturu. Dokonce překládal češtiny (Fučíka, Nezvala, Otčenáška). Těžiště jeho práce zůstává v jeho publicistické činnosti, přesto mu však umělecké a ideové kvality jeho románu Temná řeka (který byl přeložen do 15 jazyků a zfilmován) zajišťují trvalé místo v moderní latinskoamerické próze.
Traduje se historka, jak roce 1952, během vězení za vlády Juana Peróna, pracoval společně se známým zpěvákem tanga, hercem a filmovým režisérem Hugo del Carrilem, který byl peronistou a přimlouval se, aby Perón Varelu propustil z vězení. V té době mezi Perónem a Carrilem proběhl následující dialog:
- Proč je ve vězení? - zeptal se Perón.
„Za močení před sovětskou ambasádou,“ odpověděl režisér a Perón se rozesmál. "Podívejte se, nakonec jsme všichni trochu komunisté, pokud to, co hledáme, je sociální spravedlnost." 
Ve skutečnosti nikdo nikde nečůral. Byla to pouze záminka, kterou policie použila k zatčení Varely, když opouštěl sovětské velvyslanectví.

## Nejznámější dílo

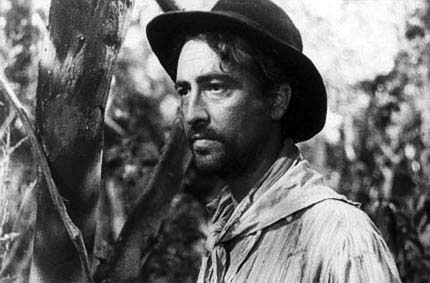
Hugo del Carril v adaptaci díla Vody sestupují temně.

Temná řeka pojednává o práci mensúes, vykořisťovaných dělníků na plantážích v severovýchodní Argentině a Paraguayi, o kterých sbíral informace pro noviny Crítica . Román měl velký úspěch a byl přeložen do patnácti jazyků. Napsaný v roce 1943, byl velice inovativní, a to nejen kvůli svému sociálnímu tématu, ale hlavně způsobem, jak je příběh čtenáři vyprávěn. V Temné řece se ke konci sbíhají tři narativní linie: hlavní příběh o vykořisťování a boji mensú Ramóna, statický popis džungle a obývajících ji zvířat pod názvem En la Trampa, a nakonec La conquista, o boji člověka s džunglí.
Na motivy románu byl natočen film Las aguas bajan turbias (1952), který režíroval a v kterém i hrál Hugo del Carril.
Varela také napsal několik politických knih, cestovní kroniky a životopis Martína Güemesa.

## Další tvorba
- Román Temná řeka (1943, ed. Lautaro), přeloženo do 15 jazyků v 16 zemích.
- Dokumentární román Güemes a válka gaučů (1946, ed. Duben)
- Kniha Argentinský novinář v Sovětském svazu (1951, ed. Vítr)
- Historický dokument Jorge Calvo, hrdinské mládí (1951, ed. Youth Voice)
- Kniha Kuba s plnovousem (1961, ed. Koule)
- Báseň Nevyčerpatelné hnojivo (1967, ed. Koule)
- Verše poezie (1976).

## Vyznamenání
- Joliot-Curie Medal for Peace Frédéric Joliot-Curie (1965)
- Leninova cena míru (1972), udělená Sovětským svazem
- Řád přátelství lidí (1974), udělený Sovětským svazem